# Чемпионат мира по санному спорту 1970
14-й чемпионат мира по санному спорту прошёл с 31 января по 1 февраля 1970 года на санно-бобслейной трассе в Кёнигсзе (ФРГ). Это единственный случай, когда чемпионаты мира проводились в одном и том же месте два года подряд.

## Одиночки (мужчины)
| Золото      | Серебро           | Бронза            |
| Йозеф Фендт | Йозеф Файштмантль | Вольфганг Шайдель |

## Одиночки (женщины)
| Золото        | Серебро     | Бронза              |
| Барбара Пьеха | Криста Шмук | Элизабет Демляйтнер |

## Двойки (мужчины)
| Золото                     | Серебро                   | Бронза                          |
| Манфред Шмид, Эвальд Вальх | Томас Кёлер, Клаус Бонзак | Хорст Хёрнляйн, Райнхард Бредов |

## Общий медальный зачёт
| Место | Страна  | Золото | Серебро | Бронза | Всего |
| ----- | ------- | ------ | ------- | ------ | ----- |
| 1     | ФРГ     | 1      | 1       | 1      | 3     |
| 2     | ГДР     | 0      | 1       | 2      | 3     |
| 3     | Австрия | 1      | 1       | 0      | 2     |
| 4     | Польша  | 1      | 0       | 0      | 1     |